# Opisthocentridae
Die Opisthocentridae sind eine Fischfamilie aus der Gruppe der Aalmutterverwandten (Zoarcales). Alle zwölf Arten der Gruppe sind bodenbewohnende Meeresfische, die in den kühlen Gewässern des nordwestlichen oder des östlichen Pazifiks vorkommen.

## Merkmale
Der Körper der Opisthocentridae ist langgestreckt und in den meisten Fällen relativ hoch. Die Anzahl der Wirbel liegt bei 52 bis 72. Die verschiedenen Arten der Opisthocentridae werden 5,5 bis 46 cm lang. Der Kopf hat keine Hautlappen oder sonstigen Hautauswüchse. Die Afterflosse besitzt einen oder zwei Flossenstacheln. Die Brustflossen sind groß; die Anzahl der Brustflossenstrahlen liegt bei 12 bis 21. Die Bauchflossen können klein sein, mit einem Hart- und drei Weichstrahlen, oder sind rudimentär oder fehlen vollständig (bei Kasatkia fehlt auch der Beckengürtel). Der Kopf kann beschuppt sein, schuppenlos oder nur die Wangen sind beschuppt. Die Anzahl der Branchiostegalstrahlen liegt bei fünf oder sechs. Die Kanäle des Seitenliniensystems auf dem Kopf sind gut entwickelt. Auf dem Körper gibt es eine mediolaterale Linie von Neuromasten und eine dorsale.
Über die Lebensweise der Opisthocentridae ist so gut wie nichts bekannt.

## Systematik
Die Opisthocentridae wurden im Jahr 1898 als Unterfamilie der Stachelrücken (Stichaeidae) durch die US-amerikanischen Ichthyologen David Starr Jordan und Barton Warren Evermann wissenschaftlich eingeführt. Im Jahr 2015 machte der russische Wissenschaftler O. A. Radchenko die Opisthocentridae zu einer eigenständigen Familie, nachdem er mit Hilfe molekularbiologischer Daten festgestellt hat das sie näher mit den Butterfischen (Pholidae) verwandt sind als mit den Stachelrücken. Dies wurde in den systematischen Datenbanken Catalog of Fishes und Fishbase so übernommen.

## Gattungen und Arten
- Gattung Askoldia
  - Askoldia variegata
- Gattung Kasatkia
  - Kasatkia memorabilis
  - Kasatkia seigeli
- Gattung Lumpenopsis
  - Lumpenopsis clitella
  - Lumpenopsis hypochroma
  - Lumpenopsis pavlenkoi
  - Lumpenopsis triocellata
- Gattung Opisthocentrus
  - Opisthocentrus ocellatus
  - Opisthocentrus tenuis
  - Opisthocentrus zonope
- Gattung Pholidapus
  - Pholidapus dybowskii
- Gattung Plectobranchus
  - Plectobranchus evides